# Helge Schultzberg
Helge Schultzberg, född 6 december 1910 i Nås, Kopparbergs län, död 7 augusti 1962 i Stockholm, var en svensk målare, tecknare och skulptör.
Han var son till skräddarmästaren Konrad Schultzberg och hans hustru född Heintze. Schultzberg studerade vid Edward Berggrens målarskola i Stockholm. Hans konst består av landskapsskildringar med Norrlandsmotiv och porträtt och som skulptör arbetade han med trä och gips. 